# Tribunal Constitucional (Ecuador)
El Tribunal Constitucional fue el órgano previsto en la Constitución de Ecuador encargado de dirimir los recursos de control de constitucionalidad en el país. Fue creado como parte de una serie de reformas constitucionales que se llevaron a cabo en 1996 y 1997, en reemplazo del Tribunal de Garantías Constitucionales. El órgano se mantuvo en la Constitución de 1998, pero fue eliminado por la Constitución de 2008, que pasó sus competencias a la Corte Constitucional del Ecuador.
De entre las decisiones emblemáticas del Tribunal Constitucional estuvo la sentencia del Caso 111-97-TC, que fue resuelta por unanimidad y emitida el 25 de noviembre de 1997, y con la que se despenalizó la homosexualidad en Ecuador.

## Conformación
El Tribunal Constitucional se encontraba conformado por nueve vocales que ejercían el cargo por un periodo de cuatro años, con la posibilidad de reelección. De acuerdo a la Constitución de 1998, los integrantes del Tribunal eran elegidos en votación del pleno del Congreso Nacional de entre ternas enviadas por diferentes sectores de la sociedad, repartidas de la siguiente manera:
- Dos integrantes eran elegidos de las ternas enviadas por el presidente de la república.
- Dos integrantes eran elegidos de las ternas enviadas por la Corte Suprema de Justicia.
- Dos integrantes eran elegidos de entre propuestas de los propios legisladores.
- Un integrante era elegido de la terna enviada por alcaldes y prefectos.
- Un integrante era elegido de la terna enviada por organizaciones de trabajadores e indígenas.
- Un integrante era elegido de la terna enviada por las cámaras de producción.